# Mariano (futebolista)
Mariano Ferreira Filho (São João, 23 de junho de 1986), é um futebolista brasileiro que atua como lateral-direito. Atualmente defende o América Mineiro.

## Carreira
Revelado pelo Guarani, Mariano se transferiu para o Ipatinga e lá foi vice-campeão Brasileiro da Serie B pelo Clube, onde despertou o interesse do Cruzeiro. No Cruzeiro não foi feliz, retornando para o Ipatinga, onde novamente ganhou destaque. Mariano atingiu o auge de sua carreira no Fluminense. Contratado pela equipe carioca em 2009, o jogador teve um início difícil no clube. Cercado pela desconfiança após ser dispensado do Atlético Mineiro por indisciplina, ele era reserva e encarado pela torcida como um jogador de baixa qualidade técnica. Com a chegada do técnico Cuca, o futebol do lateral-direito cresceu e ele foi uma das principais peças da campanha do clube contra o rebaixamento no Campeonato Brasileiro daquele ano.
Em 2010, veio a consagração do jogador. Acolhido pela torcida como um jogador fundamental no esquema tricolor, Mariano foi uma das armas mais perigosas do time que viria a se sagrar campeão brasileiro. Sob o comando de Muricy Ramalho, o jogador se tornou uma das principais forças ofensivas do time, sendo o segundo jogador que mais deu passes para gol pela equipe tricolor naquele ano, e o lateral mais eficiente nesse quesito no campeonato.
Nesse mesmo ano, Mariano recebeu da consagrada Revista Placar a Bola de Prata, como melhor lateral-direito da competição. Além disso, o jogador também recebeu a sua primeira convocação para a Seleção Brasileira de Futebol, ficando no banco de reservas em ambos os amistosos realizados pela equipe.
Jogador de muita resistência física e força ofensiva, suas principais características são a velocidade, afirmada nas constantes arrancadas pelo flanco direito do campo e a ambidestria, que proporcionam múltiplas opções de cruzamentos e jogadas de infiltração e finalização. Mariano também é preciso nos cruzamentos e possui um bom passe que, aliado a uma visão de jogo incomum à laterais, o torna um jogador muito perigoso. Com a chegada de Muricy Ramalho ao comando do Fluminense, ele também aprimorou seu poder de marcação, transformando-o em um dos mais completos laterais do futebol brasileiro.
Mariano já despertou o interesse da AS Roma, Inter de Milão, Bayern de Munique e Barcelona.

### Atlético Mineiro
No dia 6 de outubro de 2008, ele teve o contrato rescindido e foi demitido do Atlético Mineiro por justa causa após ter se ausentado da concentração num hotel em São Paulo no dia 3 de outubro de 2008. Calisto, Mariano e Lenilson foram flagrados na balada em São Paulo um dia antes de uma importante partida do Atlético Mineiro contra o Palmeiras.

### Fluminense
Em janeiro de 2009 foi contratado pelo Fluminense. Teve um início de temporada muito ruim, sendo bastante criticado e perseguido pela torcida, quase saindo do clube. Porém nos meses finais do ano o jogador recuperou seu bom futebol com o técnico Cuca, e foi decisivo na sequência invicta de 10 partidas do Fluminense que o livrou do rebaixamento no Campeonato Nacional e que levou o clube á final da Copa Sul-Americana, onde foi vice-campeão. No início da temporada seguinte, recebeu uma proposta para jogar no Toulouse, da França, mas preferiu ficar no Fluminense, renovando contrato por 4 anos. A decisão de permanecer fez bem ao jogador, que passou a ser um dos destaques positivos do clube em 2010, fazendo grandes partidas e entrando de vez no seleto grupo de jogadores queridos pela torcida tricolor. Sendo conhecido, também, como Mito.

### Bordeaux
Em 7 de dezembro de 2011, a Think Ball & Sports Consulting, empresa brasileira que agencia sua carreira, anunciou por Twitter a negociação concretizada com o Bordeaux, da França. O jogador demonstrou-se feliz por ir jogar na Europa, mas triste por deixar o Fluminense. Em sua temporada de estreia, Mariano foi titular em todas as partidas que disputou pelo Campeonato Francês. Com ele em campo, no segundo turno a equipe conseguiu boa campanha e conquistou uma vaga para a Liga Europa da temporada seguinte.

### Sevilla
Em 17 de julho de 2015, Mariano se transferiu para o Sevilla sob um contrato de três anos. Ele estreou em 11 de agosto diante do Barcelona, entrando aos 35 minutos do segundo tempo da partida da Supercopa da UEFA. Em sua primeira temporada com a equipe andaluz, conquistou o título da Liga Europa da UEFA, marcando, inclusive, um gol diante do Shakhtar Donetsk pelas semifinais do torneio.

### Galatasaray
Em 17 de julho de 2017, Mariano acertou com o Galatasaray por três anos, em um negócio avaliado em 4,5 milhões de euros. Pelo clube de Istambul, ele foi bicampeão da Süper Lig, além de conquistar a Copa da Turquia e a Supercopa da Turquia.

### Retorno ao Atlético Mineiro
Em 29 de julho de 2020, o presidente do Atlético Mineiro anunciou a contratação de Mariano, que retornou ao clube quase doze anos após a sua primeira passagem.
Na temporada de 2021, Mariano foi peça fundamental do Galo nas competições, conquistando o Campeonato Mineiro, Campeonato Brasileiro e a Copa do Brasil , sendo utilizado em boa parte dos jogos.
No final da temporada 2024, Mariano encerrou sua passagem pelo Galo. Ele no Galo desde 2020, realizou 165 jogos, um gol e 10 assistências. Ele deixou o Atlético sendo Campeão Brasileiro (2021), da Copa do Brasil (2021), da Supercopa do Brasil (2022) e do Campeonato Mineiro (2020, 2021, 2022, 2023 e 2024).

### América Mineiro
Em 11 de fevereiro de 2025, o América Mineiro anunciou a contratação do lateral direito Mariano. O jogador estava livre no mercado, desde a saída do Atlético-MG, no fim de 2024. Ele chega em definitivo até o fim da Série B.

## Carreira internacional
Depois de se firmar na lateral-direita do Fluminense, Mariano foi convocado para a seleção brasileira pela primeira vez em 23 de setembro de 2010.
Em 24 de março de 2017, Mariano foi convocado pelo técnico Tite para a vaga de Daniel Alves, suspenso pelo terceiro cartão amarelo.

## Estatísticas
Atualizado em 11 de agosto de 2022.
| Clube             | Temporada         | Liga  | Liga | Estadual | Estadual | Copa  | Copa | Continental | Continental | Outros | Outros | Total | Total |
| Clube             | Temporada         | Jogos | Gols | Jogos    | Gols     | Jogos | Gols | Jogos       | Gols        | Jogos  | Gols   | Jogos | Gols  |
| ----------------- | ----------------- | ----- | ---- | -------- | -------- | ----- | ---- | ----------- | ----------- | ------ | ------ | ----- | ----- |
| Guarani           | 2004              | 3     | 0    | 0        | 0        | 0     | 0    | —           | —           | —      | —      | 3     | 0     |
| Guarani           | 2005              | 20    | 1    | 15       | 0        | 4     | 0    | —           | —           | —      | —      | 39    | 1     |
| Guarani           | 2006              | 26    | 0    | 16       | 0        | 4     | 1    | —           | —           | —      | —      | 46    | 1     |
| Guarani           | Total             | 49    | 1    | 31       | 0        | 8     | 1    | —           | —           | —      | —      | 88    | 2     |
| Ipatinga          | 2007              | 0     | 0    | 10       | 0        | 8     | 0    | —           | —           | —      | —      | 18    | 0     |
| Cruzeiro          | 2007              | 18    | 0    | —        | —        | —     | —    | 1           | 0           | —      | —      | 19    | 0     |
| Ipatinga          | 2008              | 6     | 0    | 7        | 0        | —     | —    | —           | —           | —      | —      | 13    | 0     |
| Atlético Mineiro  | 2008              | 17    | 0    | —        | —        | —     | —    | 2           | 0           | —      | —      | 19    | 0     |
| Fluminense        | 2009              | 20    | 2    | 13       | 0        | 7     | 0    | 8           | 0           | —      | —      | 48    | 2     |
| Fluminense        | 2010              | 34    | 3    | 16       | 2        | 6     | 0    | —           | —           | —      | —      | 56    | 5     |
| Fluminense        | 2011              | 36    | 1    | 17       | 1        | —     | —    | 8           | 0           | —      | —      | 61    | 2     |
| Fluminense        | Total             | 90    | 6    | 46       | 3        | 13    | 0    | 16          | 0           | —      | —      | 165   | 9     |
| Bordeaux          | 2011–12           | 19    | 0    | —        | —        | 2     | 0    | 0           | 0           | —      | —      | 21    | 0     |
| Bordeaux          | 2012–13           | 32    | 1    | —        | —        | 5     | 1    | 9           | 0           | —      | —      | 46    | 2     |
| Bordeaux          | 2013–14           | 38    | 0    | —        | —        | 1     | 0    | 0           | 0           | 2      | 0      | 41    | 0     |
| Bordeaux          | 2014–15           | 31    | 1    | —        | —        | 2     | 1    | —           | —           | 2      | 0      | 35    | 2     |
| Bordeaux          | Total             | 120   | 2    | —        | —        | 10    | 2    | 9           | 0           | 4      | 0      | 143   | 4     |
| Sevilla           | 2015–16           | 23    | 0    | —        | —        | 3     | 0    | 10          | 1           | 1      | 0      | 37    | 1     |
| Sevilla           | 2016–17           | 31    | 0    | —        | —        | 1     | 0    | 8           | 0           | 3      | 0      | 43    | 0     |
| Sevilla           | Total             | 54    | 0    | —        | —        | 4     | 0    | 18          | 1           | 4      | 0      | 80    | 1     |
| Galatasaray       | 2017–18           | 26    | 2    | —        | —        | 2     | 0    | 0           | 0           | —      | —      | 28    | 2     |
| Galatasaray       | 2018–19           | 30    | 0    | —        | —        | 4     | 0    | 5           | 0           | 0      | 0      | 39    | 0     |
| Galatasaray       | 2019–20           | 28    | 0    | —        | —        | 3     | 0    | 6           | 0           | 1      | 0      | 38    | 0     |
| Galatasaray       | Total             | 84    | 2    | —        | —        | 9     | 0    | 11          | 0           | 1      | 0      | 105   | 2     |
| Atlético Mineiro  | 2020              | 8     | 0    | 3        | 0        | —     | —    | —           | —           | —      | —      | 11    | 0     |
| Atlético Mineiro  | 2021              | 25    | 0    | 10       | 1        | 7     | 0    | 8           | 0           | —      | —      | 50    | 1     |
| Atlético Mineiro  | 2022              | 12    | 0    | 6        | 0        | 3     | 0    | 9           | 0           | 1      | 0      | 31    | 0     |
| Atlético Mineiro  | Total             | 45    | 0    | 19       | 1        | 10    | 0    | 17          | 0           | 1      | 0      | 92    | 1     |
| Total na carreira | Total na carreira | 483   | 11   | 113      | 4        | 62    | 3    | 74          | 1           | 10     | 0      | 742   | 19    |

1. 1 2 3  Jogos de Copa Sul-Americana
2. 1 2 3  Jogos de Copa Libertadores
3. ↑  Jogos de Liga Europa da UEFA
4. ↑  Um jogo de Copa da Liga Francesa, um jogo de Supercopa da França
5. ↑  Jogos de Copa da Liga Francesa
6. ↑  Quatro jogos de Liga dos Campeões da UEFA, seis jogos e um gol de Liga Europa da UEFA
7. ↑  Jogo de Supercopa da UEFA
8. 1 2  Jogos de Liga dos Campeões da UEFA
9. ↑  Dois jogos de Supercopa da Espanha, um jogo de Supercopa da UEFA
10. ↑  Três jogos de Liga dos Campeões da UEFA, dois jogos de Liga Europa da UEFA
11. ↑  Jogo de Supercopa da Turquia
12. ↑  Jogo de Supercopa do Brasil

## Títulos
Fluminense
- Campeonato Brasileiro: 2010

Bordeaux
- Copa da França: 2012-13

Sevilla
- Liga Europa: 2015–16

Galatasaray
- Campeonato Turco: 2017–18, 2018–19
- Copa da Turquia: 2018–19
- Supercopa da Turquia: 2019

Atlético Mineiro
- Campeonato Brasileiro: 2021
- Copa do Brasil: 2021
- Campeonato Mineiro: 2020, 2021, 2022, 2023 e 2024
- Supercopa do Brasil: 2022

## Prêmios individuais
- Bola de Prata: 2010, 2021
- Seleção do Campeonato Brasileiro (Prêmio Craque do Brasileirão): 2010
- Seleção do Campeonato Brasileiro (Troféu Mesa Redonda): 2010